# Генріх XIX Ройсс-Кестріцький
Принц Генріх XIX Ройсс-Кестріцький (нім. Heinrich XIX. Prinz Reuß zu Köstritz; 30 серпня 1848, Лейпциг — 13 березня 1904, замок Мефферсдорф) — німецький воєначальник, генерал-лейтенант Прусської армії.

## Біографія
Представник давнього князівського роду Ройсс. Другий з трьох синів князя Генріха II (1803–1852) і його дружини Клотільди, уродженої графині цу Кастелль-Кастелль (1821–1860), дочки графа Фрідріха Людвіга цу Кастелль-Кастелль (1791–1875).
В 1891/96 роках — командир 2-го гвардійського драгунського полку «Імператриця Олександра Російська», з 18 жовтня 1900 по 1 березня 1903 року — 34-ї дивізії.

## Сім'я
25 червня 1877 року одружився в замку Славенціц з принцесою Марією Феліцією цу Гогенлое-Ерінген (25 липня 1849 — 31 січня 1929), дочкою князя Гуго цу Гогенлое-Ерінгена і його дружини Пауліни, уродженої принцеси цу Фюрстенберг.

## Нагороди
- Залізний хрест 2-го класу
- Королівський орден дому Гогенцоллернів, командорський хрест
- Орден Червоного орла 3-го класу
- Орден Вендської корони, великий хрест
- Орден дому Ліппе
- Столітня медаль